# Ainoa
Genre
Ainoa est un genre de lichens de la famille des Baeomycetaceae. Le genre contient deux espèces : Ainoa mooreana, et Ainoa geochroa. Le genre a été décrite en 2001 par H. Thorsten Lumbsch et Imke Schmitt pour les deux espèces. Celles-ci étaient autrefois placées dans le genre Trapelia, Une troisième espèce, Ainoa bella originaire de l'est de l'Amérique du Nord, a été ajouté au genre en 2015.
Le nom de genre Ainoa a été donné en l'honneur de Aino Marjatta Henssen (1925-2011), qui était un lichenologue et un systématiste allemand.